# Johor Circuit
Der Johor Circuit ist eine Motorsport-Rennstrecke in Pasir Gudang, Johor, Malaysia. Die Strecke war Malaysias zweite permanente Rennstrecke. Nach einem geplanten Umbau 2015 finden dort seitdem keine Rennveranstaltungen mehr statt.

## Geschichte

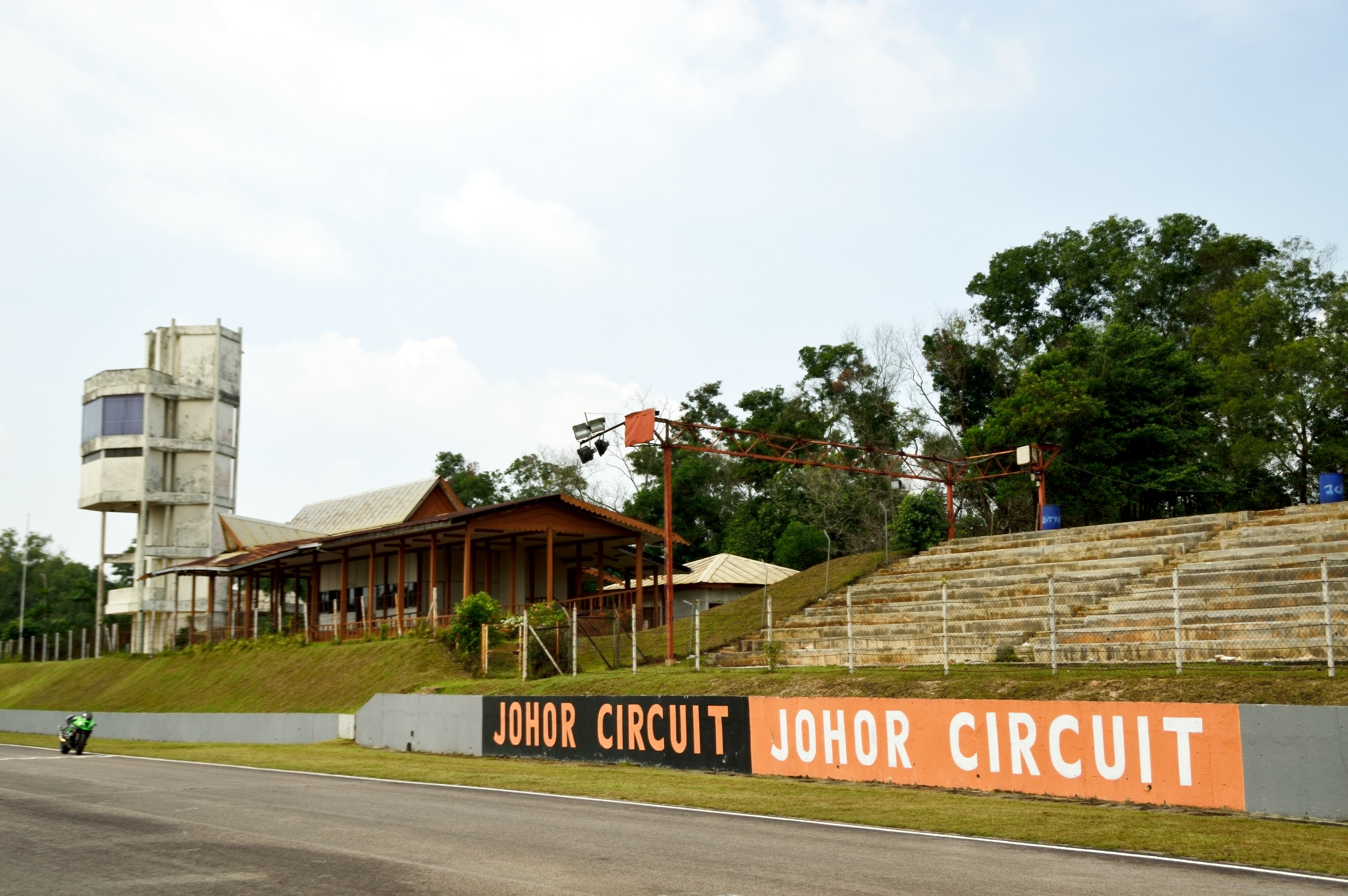
Johor Circuit – Startgerade

Die im Uhrzeigersinn zu befahrene Strecke wurde 1986 offiziell eröffnet. Der 3,86 km lange Kurs war nach dem Shah Alam Circuit die zweite in Malaysia eröffnete Rennstrecke. Auf dem Gelände der Rennstrecke befand sich außerdem noch eine Kart- und Motocross-Strecke.
1992 und 1993 beherbergte sie einen Lauf zur Superbike-Weltmeisterschaft, 1998 wurde der Große Preis von Malaysia für Motorräder im Rahmen der Motorrad-Weltmeisterschaft ausgetragen.
Nach diesen Events wurde der Circuit nur noch für nationale Automobil- und Motorradmeisterschaftsläufe genutzt.

## Schließung

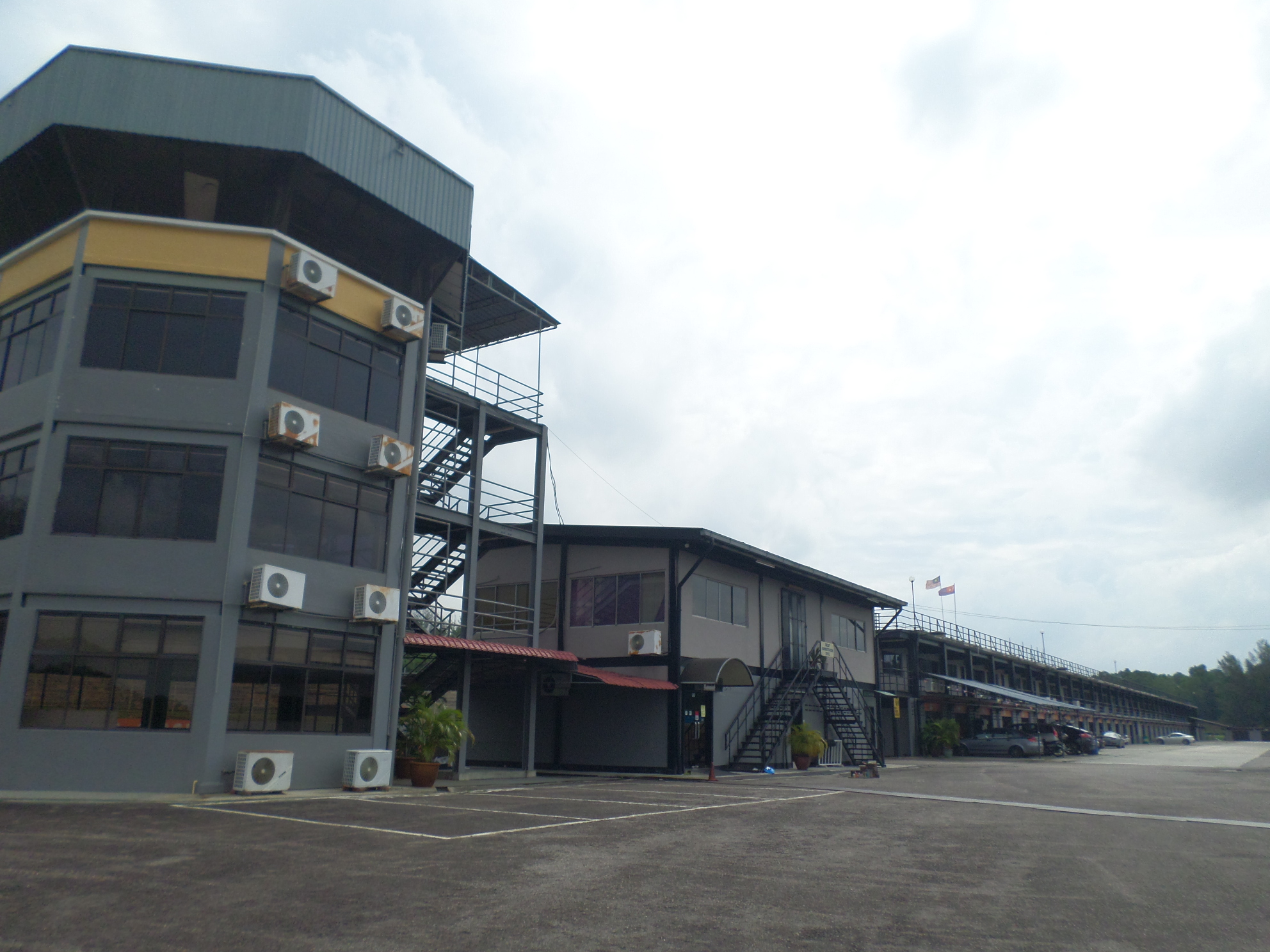
Einrichtungen der Boxengasse im Jahr 2016

Im Jahr 2015 waren die Einrichtungen der Strecke in einem verfallenen Zustand. Im September kündigte der Sultan Ibrahim Ismail von Johor umfangreiche Renovierungsarbeiten an. Geplant waren unter anderem eine Fahrschule und ein Museum, das „die Geschichte des Motorsports in Johor“ zeigen sollte. So sollte auch die Sammlung von Oldtimern und Motorrädern des Sultans dort ausgestellt werden. Im Gegensatz zu früheren Streckenupdates sollte die Strecke auf den Breitensport ausgerichtet werden.
Ende 2015 wurde die Rennstrecke für die Erneuerung des Streckenbelags und der Streckenbegrenzungen geschlossen. Allerdings wurden die Arbeiten in der Folge nicht durchgeführt. Auf der offiziellen Facebook-Seite der Rennstrecke wurde 2018 mitgeteilt, dass die Strecke ohne Veranstaltungen geschlossen bleiben würde. Seitdem gab es keine offiziellen Mitteilungen mehr.
Parallel wurde Pläne bekannt anstelle von Johor eine neue internationale Rennstrecke namens Fastrackcity, die von Herman Tilke entworfen wurde, zu konstruieren. Das Projekt in Iskandar Puteri sollte vom Singapurer Milliardär Peter Lim mit der königlichen Familie von Johor als Partner und dem staatlichen malaysischen UEM Fonds finanziert werden. Trotz des Beginns der Bauarbeiten im Jahr 2017 wurde der angestrebte Eröffnungstermin 2019 nicht eingehalten.
2023 war die Rennstrecke noch existent aber weiterhin geschlossen.

## Siegerlisten

### Motorrad-WM
| Saison | 125-cm³-Klasse      | 250-cm³-Klasse           | 500-cm³-Klasse      |
| ------ | ------------------- | ------------------------ | ------------------- |
| 1998   | Noboru Ueda (Honda) | Tetsuya Harada (Aprilia) | Mick Doohan (Honda) |

### Superbike-WM
| Saison | 1. Lauf                | 2. Lauf               |
| ------ | ---------------------- | --------------------- |
| 1992   | Raymond Roche (Ducati) | Doug Polen (Ducati)   |
| 1993   | Carl Fogarty (Ducati)  | Carl Fogarty (Ducati) |